# Pietrelcina
Pietrelcina est une commune italienne de la province de Bénévent en Campanie. En toponymie, Pietrelcina signifie « petite pierre », en opposition avec la bourgade voisine Pietra Majuri, « grande pierre ».
La ville est surtout connue pour être la patrie de Padre Pio (canonisé sous le nom de « saint Pio de Pietrelcina »).

## Administration
| Période                                  | Période | Identité | Étiquette | Qualité |
| ---------------------------------------- | ------- | -------- | --------- | ------- |
|                                          |         |          |           |         |
| Les données manquantes sont à compléter. |         |          |           |         |

### Communes limitrophes
Bénévent, Paduli, Pago Veiano, Pesco Sannita

## Monuments
- Église Sainte-Marie-des-Anges (Santa Maria degli Angeli) où fut baptisé, le 26 mai 1887, lendemain de sa naissance, Francesco Forgione, futur frère capucin et prêtre, canonisé en 2002 sous le nom de saint Pie de Pietrelcina.